# نهر ناصر (نصار)
نهر ناصر (بالفارسية: نهرناصر) هي قرية تقع في إيران في قسم نصار الريفي. يقدر عدد سكانها بـ 81 نسمة .